# Hausen (Hunsrück)

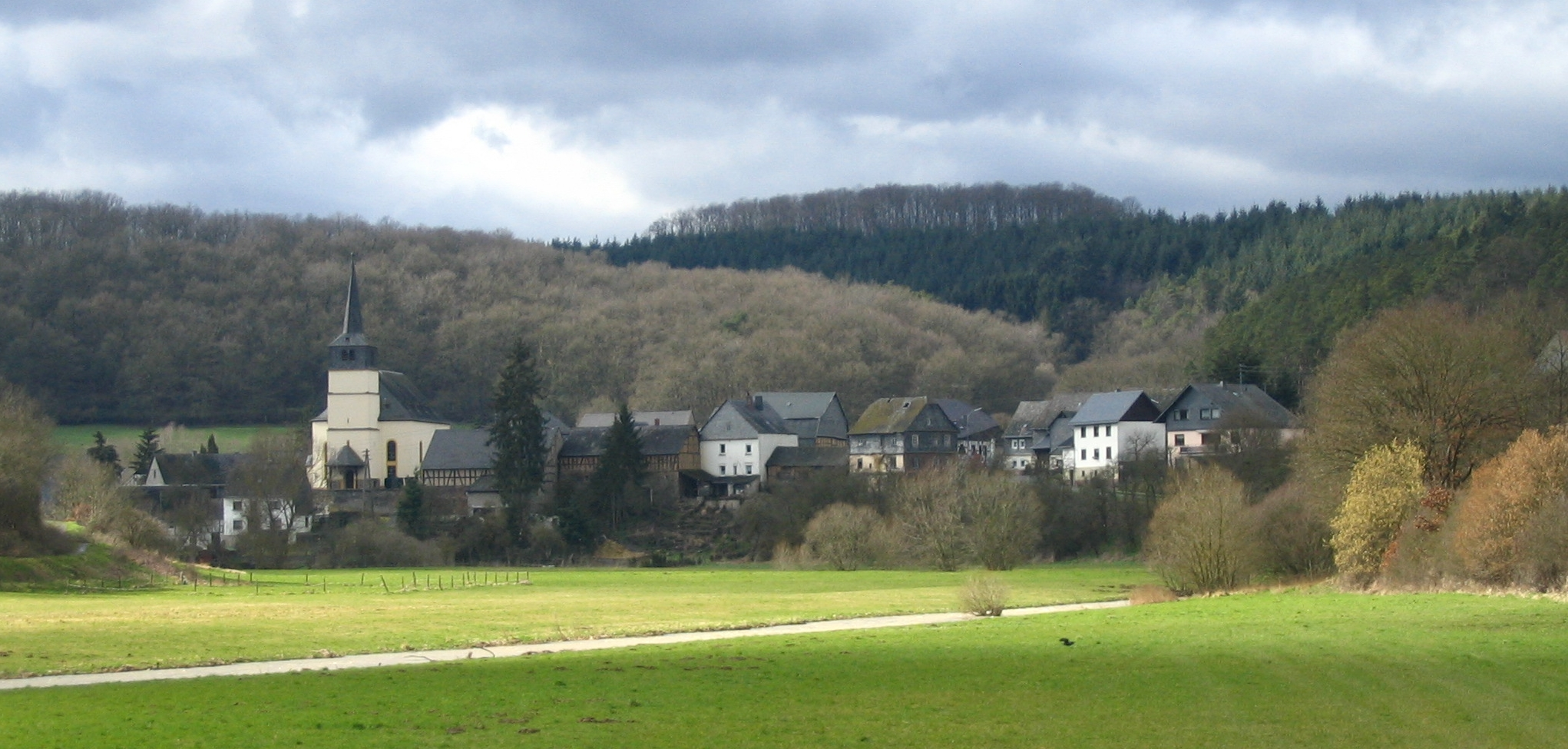
Das Dorf liegt im Tal des Kyrbachs

Hausen (ⓘ) ist eine Ortsgemeinde im Landkreis Birkenfeld in Rheinland-Pfalz. Sie gehört der Verbandsgemeinde Herrstein-Rhaunen an.

## Geographie
Das Dorf Hausen liegt im Hahnenbachtal zentral im Hunsrück. Im Westen befindet sich Rhaunen, im Norden Oberkirn, im Osten Woppenroth und südlich liegt Bundenbach. Zur Gemeinde gehören auch die Wohnplätze Birkenhof, Brunnenbergerhof und Sonnenhof.

## Bevölkerungsentwicklung
Die Entwicklung der Einwohnerzahl von Hausen; die Werte von 1871 bis 1987 beruhen auf Volkszählungen:
| Jahr | Einwohner |
| ---- | --------- |
| 1815 | 156       |
| 1835 | 163       |
| 1871 | 183       |
| 1905 | 189       |
| 1939 | 194       |
| 1950 | 218       |
| 1961 | 214       |

| Jahr | Einwohner |
| ---- | --------- |
| 1970 | 227       |
| 1987 | 211       |
| 1997 | 244       |
| 2005 | 200       |
| 2011 | 190       |
| 2017 | 194       |
| 2023 | 165       |

## Politik

### Gemeinderat
Der Gemeinderat in Hausen besteht aus sechs Ratsmitgliedern, die bei der Kommunalwahl am 9. Juni 2024 in einer Mehrheitswahl gewählt wurden, und dem ehrenamtlichen Ortsbürgermeister als Vorsitzendem.

### Bürgermeister
Herbert Friedrich wurde 2014 Ortsbürgermeister von Hausen. Bei der Direktwahl am 26. Mai 2019 wurde er mit einem Stimmenanteil von 89,81 % und am 9. Juni 2024 als einziger Bewerber mit 78,0 % jeweils für weitere fünf Jahre in seinem Amt bestätigt.

## Kultur und Sehenswürdigkeiten
Durch Hausen verläuft der Sirona-Weg am Hahnenbachtal entlang zur Keltensiedlung Altburg.
Siehe auch:
- Liste der Kulturdenkmäler in Hausen
- Liste der Naturdenkmale in Hausen

## Wüstung Blickersau
Der ehemalige Wohnplatz Blickersau (Plickersau, Plittersau, Blittersau) im Bereich von Hausen ist eine Wüstung. Das am Hahnenbach gelegene Blickersau, dessen Gemarkung sich heute auf Gemeindegebiet von Hausen und Woppenroth verteilt, war 1469 bereits verfallen, erstand im 19. Jahrhundert aber für ein paar Jahre wieder neu.

## Wirtschaft und Infrastruktur
Im Ort gibt es ein Dorfgemeinschaftshaus, auch „Alte Schule“ genannt. Sie wurde 1928 erbaut. Derzeit werden zwei Gaststätten betrieben.
In Kirn ist ein Bahnhof der Bahnstrecke Bingen–Saarbrücken. Im Norden befinden sich die Bundesstraße 50 und der Flughafen Frankfurt-Hahn.